# فرودگاه آبی گودرهام/پنسیل لیک
فرودگاه آبی گودرهام/پنسیل لیک (به انگلیسی: Gooderham/Pencil Lake Water Aerodrome) یک فرودگاه خصوصی است که یک باند فرود آب دارد. این فرودگاه در کشور کانادا قرار دارد و در ارتفاع ۳۲۳ متری از سطح دریا واقع شده‌است.